# 包翠英
包翠英（1956年—），台灣前模特兒、綜藝節目主持人、現為公益人士。
2015年5月6日，創立Govin Entertainment Agency模特兒經紀公司與個人造型顧問公司。

## 生平
- 1992年移民美國。因生活習慣差異與飲食上的改變，身材自早期模特兒般的纖細身材(身高168公分)，逐漸朝向肥胖臃腫的方向發展(體重曾高達75公斤)。
- 1999年2月新年回到台灣，藉由媚登峰的支持與協助，展開一系列的瘦身計畫。在積極努力下，於五個半月內減重達20公斤。她將其瘦身經驗與心得集結成書，陸續於全國各地巡迴發表。新書發表會的當天，演藝圈好友劉爾金、歐陽龍、傅娟、蘇薏菁、陸一嬋、沈嶸等人齊聚站台。[6][7][8]

## 事業

### 模特兒生涯
中視《新姿翦影》，曾經以「電眼女郎」掀起演藝圈旋風。

## 主持作品

### 電視節目
- 中視《新姿翦影》
- 中視《消遣消遣》
- 中視《喜從天降》
- 中視《緊急行動》

## 演出作品

### 電影
- 《雲河》 (1974)，飾唐蘿拉
- 《十七、十七、十八》 (1974)
- 《楓紅層層》 (1975)，飾康秘書
- 《煙雨》 (1975)

## 出版作品
| 出版時間  | 書名                             | 作者   | 語言     | 出版社   | ISBN          |
| --------- | -------------------------------- | ------ | -------- | -------- | ------------- |
| 2000/7/14 | 《獨特與唯美：包翠英的瘦身主張》 | 包翠英 | 繁體中文 | 高寶國際 | 9789574670161 |

## 附註
1. ↑  另一說1964年出生。[2]

## 外部連結
- 包翠英在香港影庫上的簡介
- 包翠英的Facebook專頁
- 包翠英模特兒演藝經紀的Facebook專頁